# Psalmopoeus pulcher
Psalmopoeus pulcher  (лат.) — вид пауков-птицеедов из подсемейства Selenocosmiinae. Не очень крупный, яркий паук с золотистым карапаксом. Распространён в Панаме.